# Pieter van de Cuylen

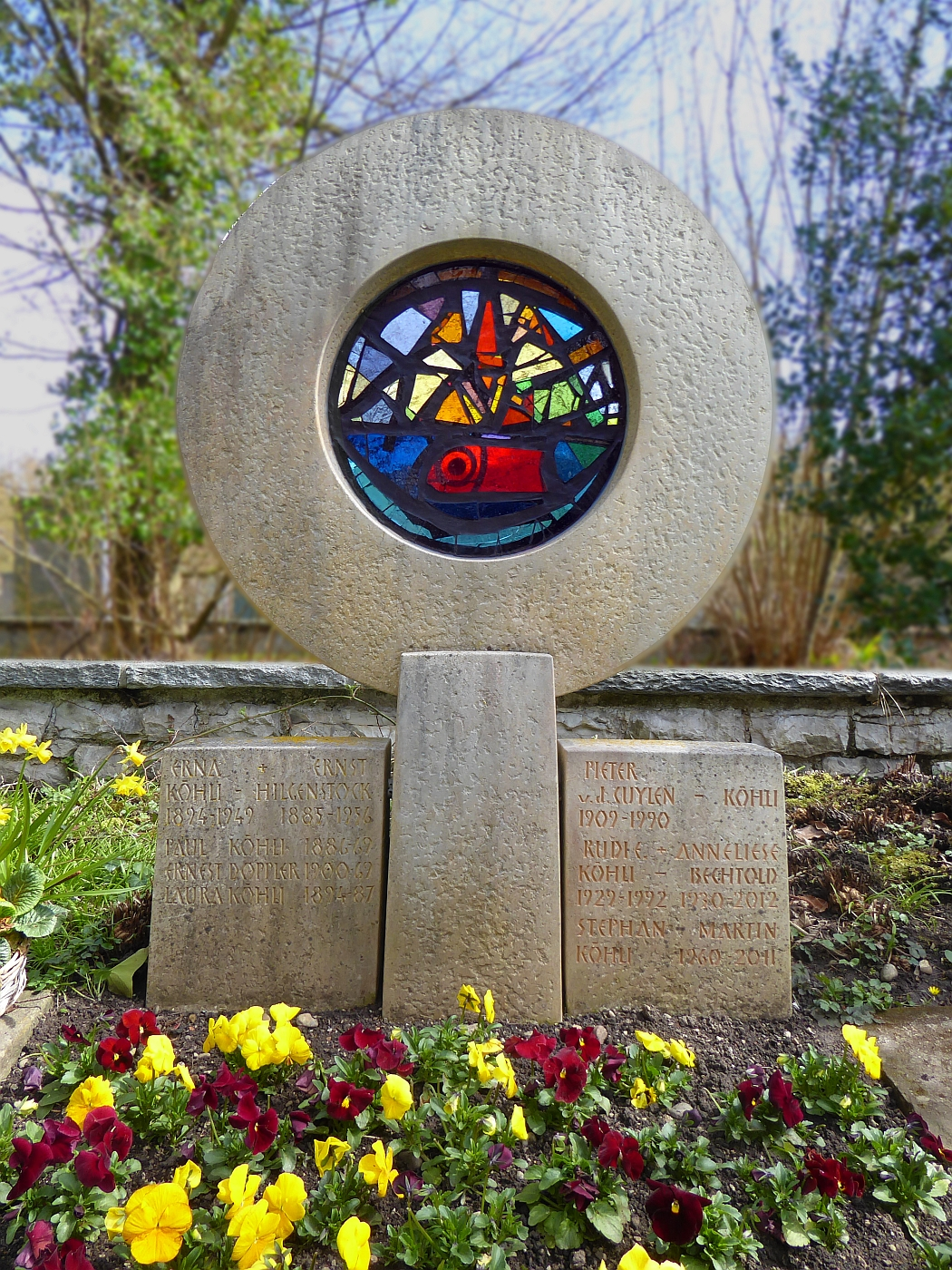
Familiengrab auf dem Friedhof am Hörnli, Riehen, Basel-Stadt

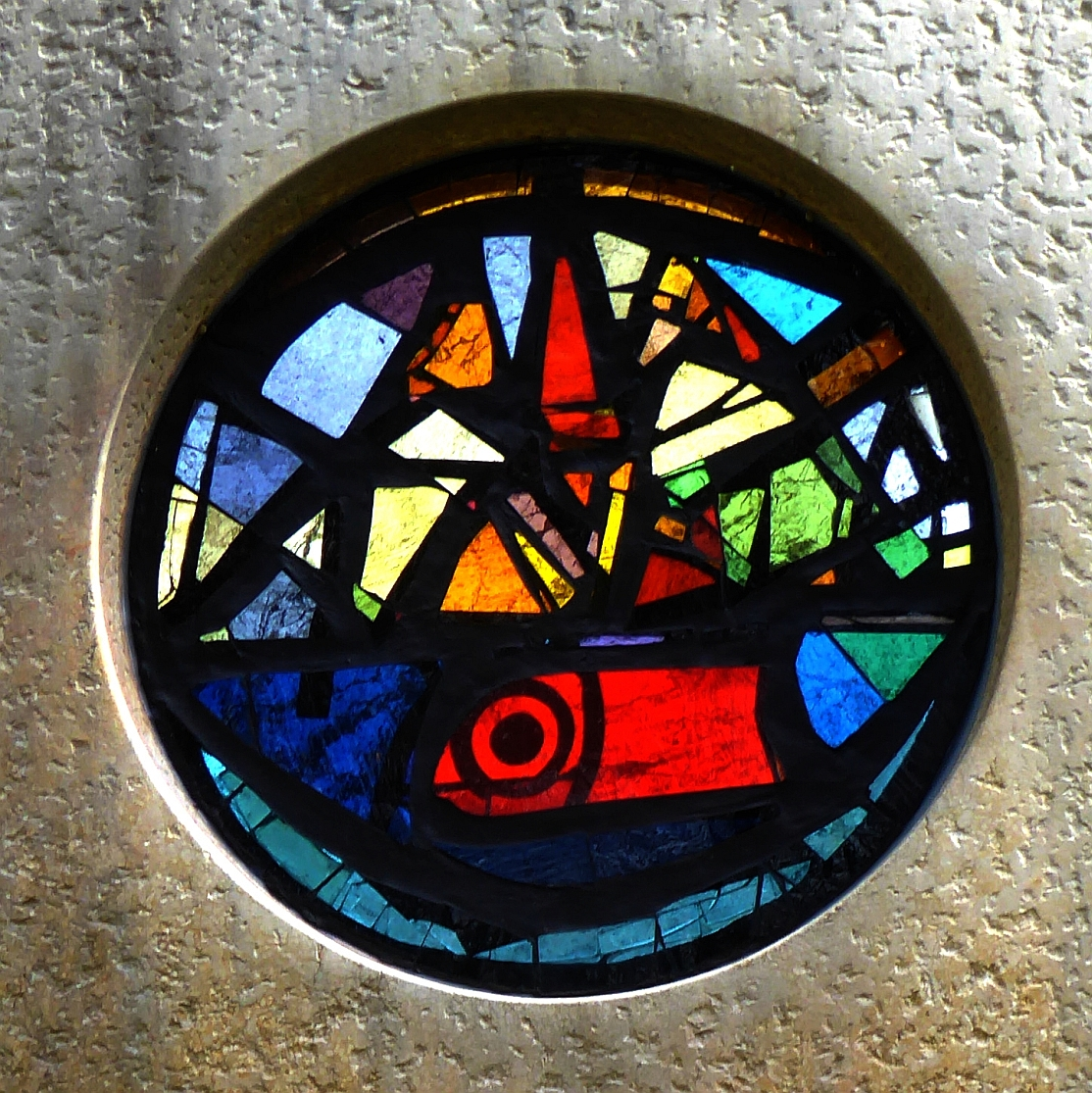
Glasbild-Skulptur Grab auf dem Friedhof am Hörnli, Riehen, Basel-Stadt

Pieter van de Cuylen (* 2. November 1909 in Benrath am Niederrhein; † 13. August 1990 in Binningen bei Basel) war ein deutscher Kunstmaler, Zeichner und Plastiker.

## Leben und Werk
Pieter van de Cuylens Familie war niederländischer Herkunft. Sie übersiedelte 1927 nach Dortmund. Der Vater war musikalischer Leiter des Stadttheaters, die Mutter Sängerin. Nach dem Gymnasium ließ sich Pieter van de Cuylen an der Städtischen Kunstgewerbeschule Dortmund zum Zeichnungslehrer ausbilden. Im Jahr 1928 zog Cuylen nach Berlin und besuchte die Kunstakademie des Westens. Er nahm in Berlin an Ausstellungen teil. Beeindruckt durch den Besuch einer Emil-Nolde-Ausstellung brach er mit der akademischen Malerei.
Ab 1932 war Cuylen Mitglied der Reichskulturkommission, aus welcher er 1934 ausgeschlossen wurde. 1936 wurde er als „entarteter Künstler“ mit einem Malverbot belegt. Im Kontakt mit Karl Hofer und Karl Schmidt-Rottluff malte er jedoch heimlich weiter. Am 22. November 1943 wurde die Liegenschaft Motzstrasse 78/80 in Berlin bombardiert. Mit 26 anderen Menschen war Cuylen während 20 Stunden in einem Kellerraum verschüttet. In dieser Situation legte der Künstler ein Gelübde ab: Im Falle seines Überlebens solle sein künftiges religiöses Werk als Schenkung einer Marienkirche gehören, als Erinnerung und zum Zeichen des Dankes. Die Errettung gelang: deutsche Pioniere, die auf Befehl ihres Kommandanten einen Tresor ausgraben und in Sicherheit bringen sollten, stießen auf die Eingeschlossenen. Verletzt und an Tuberkulose erkrankt wurde Cuylen in ein Spital in der Nähe von Berlin eingeliefert. Im Dezember 1943 wurde dieses Spital bombardiert und der Künstler begab sich mit dem Zug von Berlin nach St. Blasien, wo er längere Zeit in einem Sanatorium zwischen Leben und Tod schwebte. Nach seiner Genesung lebte er in St. Blasien im Schwarzwald. 
Von 1953 bis 1962 war Cuylen vermehrt Gast in Basel und nahm an Ausstellungen teil. 1962 heiratete Peter van de Cuylen Elisabeth Köhli. Das Ehepaar nahm seinen Wohnsitz in Binningen. Der Künstler schuf sich in der Region Basel einen Namen und zeigte seine Werke in zahlreichen Ausstellungen. Im Jahr 1966 ergab sich ein erster Kontakt zu Bad Zurzach. Cuylen beteiligte sich mit den Bildern seines Kreuzweges an einer thematischen Ausstellung Das Kreuz in der Kunst der Gegenwart, 1971 an einer Ausstellung Der Tod in der Kunst der Gegenwart. Im weiteren Verlauf ergab sich die Möglichkeit, sein Gelübde einzulösen, und sein religiöses Schaffen der Oberen Kirche in Zurzach, einer ehemaligen Marienkirche, zu vermachen. 1989 übergab Cuylen der katholischen Kirchgemeinde Bad Zurzach die wichtigsten Werke seines religiösen Schaffens. 
Im Oktober 2005 schenkte Elisabeth van de Cuylen den künstlerischen Nachlass ihres Mannes der Stiftung Gesundheitsförderung Bad Zurzach + Baden, welche in diesem Zusammenhang das alte Chorherrenhaus Mauritiushof erwarb. Seither besteht im Mauritiushof eine Dauerausstellung mit ausgewählten Werken.
Van de Cuylens Werk wird dem archaischen Expressionismus zugeordnet. Das Gesamtwerk ist vielseitig. Von der Zeichnung über das Aquarell und die eigentliche Malerei bis hin zum Relief, der Glasmalerei und der Hinterglastechnik verwendete er verschiedene Techniken der gestaltenden Kunst. Seine Werke sind heute im Mauritiushof Bad Zurzach zu besichtigen.